# Sony Music
Sony Music, właściwie Sony Music Entertainment (SME) – wytwórnia płytowa kontrolowana przez korporację Sony.
W sierpniu 2004 połączyła się umową joint venture z firmą Bertelsmann Music Group, tworząc spółkę Sony BMG Music.
W 2008 BMG pozwoliło Sony Music na wykupienie 50% akcji za cenę 1,2 mld dolarów. Powrócono do nazwy Sony Music Entertainment.